# 達麗建設
達麗建設事業股份有限公司，簡稱達麗建設（英語： Dali Development，臺證所：6177）是一家位於台灣的建設公司。達麗建設成立於 1977 年，2002 年 4 月掛牌上櫃。初期以雙北地區為開發重心。2016年於美國西雅圖投資不動產，並於2018年推出達麗第五大道大樓（DALI Koda on the Fifth Avenue）。

## 知名作品
- 美國西雅圖「達麗第五大道」DALI Koda on the Fifth Avenue
- 台北市信義區「達麗101」、「達麗信義」[5]
- 台北市士林區「陽明大苑」
- 台北市中山區的「達麗DALI」
- 台北市內湖區的「領秀莊園」

## 子公司
- 寶信營造
- 達麗開發